# Puente Matadi
El Puente Matadi (en francés: Pont Matadi) también conocido como el Puente OEBK, es un puente colgante en el puerto de Matadi (República Democrática del Congo). Terminado en 1983, tiene un tramo principal de 520 m, cruzando el río Congo, llevando a la carretera principal entre la capital, Kinshasa, y la costa atlántica. Además de pasar por Matadi, une los puertos de Boma y Banana.
Matadi es el único cruce fijo de cualquier tipo sobre la parte inferior y media del río Congo. El siguiente paso es una carretera y un puente ferroviario en Kongolo, 2800 km río arriba en el Congo superior (el río Lualaba).